# Уокер, Норман
Норман Уордхо Уокер (англ. Norman Wardhaugh Walker, 4 января 1886 — 6 июня 1985) — шотландско-американский бизнесмен, пионер в области овощного сока и здорового питания. Он пропагандировал питье свежевыжатых овощных и фруктовых соков, чтобы восстанавливать и поддерживать здоровье. На основе его проекта была разработана соковыжималка. Эта соковыжималка продолжает производиться и продаваться и сегодня. Уокер написал несколько книг про здоровую жизнь и питание. В нескольких его книгах упоминается, что он имел докторскую степень, и заголовок страницы из его книги «Здоровье толстой кишки» даже упоминает его как кандидата наук. Однако, не упоминается, где и когда он фактически заработал или получил эти академические звания.

## Биография
Уокер родился в городе Генуя в области Лигурия, Италия. Его отец Роберт Уокер, баптистский священник из Италии, мать Лидия Мэй Уокер. Он был вторым из шести детей преподобного и миссис Уокер. Молодым человеком он обнаружил ценность овощных соков, пока восстанавливался от травмы в крестьянском доме во французской провинции. Наблюдая, как женщина на кухне чистит морковь, он заметил влажность на нижней стороне кожицы. Он решил попробовать размалывать её и получил первую чашку морковного сока.
Уокер и его семья покинули Англию в 1910 году, прибыв в Нью-Йорк в октябре того же года. 22 ноября 1918 года Уокер получил американское гражданство. Позднее Уокер переехал на Long Beach, штат Калифорния. С врачом они открыли сок-бар и предлагали сервис доставки сока на дом. К 1930 году они разработали дюжину формул свежих соков. Уокер полагал что толстая кишка чистится фруктовыми соками и что это ключ к хорошему здоровью. Уокер спроектировал собственную соковыжималку, Norwalk, из двух частей — дробилка для медленного размалывания овощей и пресс для выжимания сока.
Уокер соблюдал диету сырых продуктов со свежими сырыми соками, пока не умер в возрасте 99 лет. Он был физически и умственно здоров и вел активную жизнь до дня своей смерти, когда он мирно умер во сне одной ночью в своем доме в Коттонвуде, графство Явапай, Аризона.

## Его взгляды на питание
Уокер был сторонником диеты основанной исключительно на сырой и свежей пище, такой как овощи, фрукты, орехи и семена. Он считал варёную и жареную пищу мёртвой, и поэтому нездоровой, говоря «хотя такая пища может и поддерживает жизнь человека, она делает это за счет постепенного ухудшения здоровья, энергии, и жизненной силы.» Как строгий вегетарианец, он не рекомендовал употреблять в пищу мясо, молочные продукты (кроме сырого козьего молока), рыбу или яйца; хотя, некоторые из его рецептов включают желток яйца, домашний сыр и швейцарский сыр, а также сырые сливки. Его диета предлагает избегать таких основных продуктов как хлеб, блюда из макарон и риса, а также сахар.
Уокер посвятил большую часть в своих книгах описанию различных органов человеческого тела, объясняя как работает пищеварительная система и различные железы. Он считал здоровье толстой кишки ключом к здоровью человека. Считал что 80 % болезней берут начало в толстой кишке.
Уокер считал что молочные продукты оказывают особенно вредное воздействие на человеческое здоровье. Он подтверждал исчезновение большинства недугов, при исключении молочных продуктов. Объяснял, что болезнетворные организмы находят идеальное место для размножения в избытках слизи, которые создаются молочными продуктами. Он называл несколько заболеваний, основной причиной которых являются молочные продукты, как продукты способствующие выделению слизи: бруцеллёз, простуду, грипп, бронхиальные болезни, туберкулёз, астму, сенную лихорадку, синус, воспаление легких и некоторые типы артрита. 

## Работы
- Raw Vegetable Juices: What's Missing in Your Body? (1936) A revision of this book was published in 1978 under the title Fresh Vegetable and Fruit Juices: What's Missing in Your Body?
- Diet & Salad Suggestions, for use in connection with vegetable and fruit juices (1940, revised and enlarged edition 1947) Another revision of this book was published in 1971 under the title The Vegetarian Guide to Diet and Salad
- Become Younger (1949)
- Are You Slipping? (1961)
- The Natural Way to Vibrant Health (1972)
- Water Can Undermine Your Health (1974)
- Back to the Land ... for Self Preservation: a freedom, life-style, and nutritional commentary (1977)
- Colon Health: the Key to a Vibrant Life (1979)
- Pure & Simple Natural Weight Control (1981)
- Wall charts: Endocrine Chart — Foot Relaxation Chart — Colon Therapy Chart